# Marlene Johnson
Marlene Johnson (* 11. Januar 1946 in Braham, Minnesota) ist eine US-amerikanische Politikerin. Zwischen 1983 und 1991 war sie Vizegouverneurin des Bundesstaates Minnesota.

## Werdegang
Nach ihrer Schulzeit arbeitete Marlene Johnson in der freien Wirtschaft. Sie war Gründerin und von 1970 bis 1982 Vorstandsvorsitzende der in der Werbebranche und Öffentlichkeitsarbeit tätigen Firma Split Infinitive. Politisch schloss sie sich der Demokratischen Partei an, die sich in ihrem Staat Minnesota Democratic-Farmer-Labor Party nennt. 1982 wurde sie an der Seite von Rudy Perpich zur Vizegouverneurin von Minnesota gewählt. Dieses Amt bekleidete sie nach einer Wiederwahl zwischen 1983 und 1991. Dabei war sie Stellvertreterin des Gouverneurs. 1993 scheiterte sie in den Vorwahlen ihrer Partei bei der Wahl zum Bürgermeister der Stadt Saint Paul.
Zwischen 1994 und 1996 war Johnson bei der Bundesbehörde General Services Administration in Washington, D.C. angestellt. Anschließend fungierte sie ein Jahr lang als Vizepräsidentin der in der Möbelbranche tätigen Firma Rowe Furniture in McLean (Virginia). Seit 1998 ist sie Vorstandsvorsitzende der NAFSA, Association of International Educators, die sich weltweit für die Verbesserung der Bildung einsetzt. Dabei lebt sie in der Bundeshauptstadt Washington. Marlene Johnson ist auch Mitglied mehrerer politischer und wirtschaftlicher Beratergremien.